# 無政府主義與性和愛情
大多數男性無政府主義思想家（除了普魯東）支持女性平權。自由戀愛提倡者有時會把沃倫或其他試驗性社群視為思想根源，並視性自由為自我所有權的體現。自由戀愛思潮特別注重婦女權利。 紐約市格林尼治村的波希米亞女性主義者及社會主義者主張，兩性都應實現自我及獲得性快感。在歐洲和北美，自由戀愛運動滲入了無政府主義者、空想社会主义者及女性主義者的思想，用以反抗「虛偽的」维多利亚时代性道德观念。

## 黎明期
除了普魯東，大多數男性無政府主義思想家都極力支持女性平權。巴枯宁便是其一，他反對父權制及「使得女性受到男性完全支配」的法律。他支持「男女兩方須擁有平等的權利」，令女性「可以獨立自主，以自己的想法決定人生走向」。巴枯宁預料「女性有朝一日終會得到完全的性自由……威權式家庭制度亦會一去不返」。但普魯東則視家庭為社會及道德的基本單位，並指女性有責任去依從傳統的角色期望行事。
王尔德在《社會主義下人的靈魂》一著中提倡，人們應建構一個共享財富的平等社會，並警告說專制的社會主義會壓迫個人。他於其後補充道：「我認為我不單是社會主義者，我還是半個無政府主義者」。王尔德的左派自由意志主義理念跟19世紀後期的同志解放活動家（比如麥凱、卡彭特）類近。「在1894年8月，王尔德寫了封信給他的愛人道格拉斯，向他訴說一則『充滿著危險的冒險故事』。他跟兩名讓人憐愛的男孩——斯蒂芬和阿方索一起出海，之後遇上了一場大風暴。『我們在強風來襲的情況下花了五個小時回航！在晚上11時才到達碼頭。一路不見五指，令人恐懼異常……所有漁民皆在岸上等著我們』……三個男人立馬『飛奔去酒店，享用熱騰騰的白蘭地及清水』但問題就出在這了——法律規定『週日晚上十點以後，店主不能向我們出售白蘭地或其他烈酒！但他還是給我們奉上了酒。結果雖如人意，但這法律什麼鬼玩意！』 ……他在結尾表示：『斯蒂芬和阿方索目前都已成了無政府主義者，這已是心知肚明的事了。』」

## 自由戀愛

### 美國

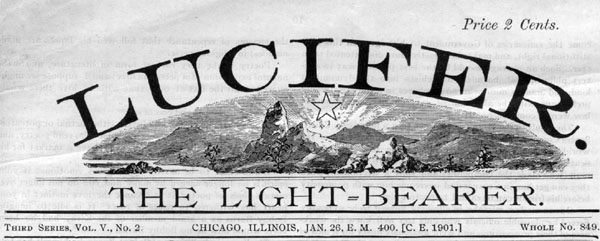
《明燈路西法》（Lucifer the Lightbearer）為一本具影響力的自由戀愛雜誌

自由戀愛為美國個人無政府主義內的重要思潮。自由戀愛提倡者有時會把沃倫或其他試驗性社群視為思想根源，並視性自由為自我所有權的直接體現。自由戀愛思潮特別注重婦女權利，因大多數性法律皆對女性不公，比如婚姻法及反避孕法案。《明燈路西法》（Lucifer the Lightbearer）為美國一本擁有較大影響力的自由戀愛雜誌，其主編分別為哈曼及威斯布魯克，但以斯拉·海伍德及安吉拉·海伍德的《那個單詞》（The Word）同樣小有名氣。拉撒路是當時美國提倡自由戀愛的著名個人無政府主義者。
《自由社會》（Free Society）為19世紀末至20世紀初美國一份主流的無政府主義報章。它擁護自由戀愛及婦女權利，並對康斯托克主義（對性資訊的審查）進行批評。《自由社會》的前身《煽动者》（The Firebrand）曾為了抵制康斯托克主義，而進行公民抗命，於1897年把惠特曼的《等待著我的女人》刊出。波普、伊薩克及亞的斯很快就因此而被捕，並被控以提供淫秽資訊罪。官方除了判定《等待著我的女人》為「淫秽資訊」外，還對一封署名為A.E.K.的信件〈它由女人說了算〉作出同樣判定。該封信虛構了女性拒絕與丈夫或情人發生性行為的各種場景，並認為要達至真正的自由主義，便需對兩性（尤其是女性）進行教育。
紐約市格林尼治村的波希米亞女性主義者及社會主義者主張，兩性都應實現自我及獲得性快感。並支持反對一戰開展、擁護無政府主義及社會主義的社會運動。他們鼓勵人們玩弄性及性別角色，該些社會運動又以基進雙性戀者米萊及女同無政府主義者安德森為領頭人物。村民們的思想根源為1905-1915年移居至該處的女工，移居者當中有一大部分為無政府主義者及新生社會主義的追隨者。戈尔德曼等人物時常參與由村民舉辦的探究小組。赫希菲爾德於1923年寫道戈尔德曼「為個人權利進行了大膽而又堅定的宣传運動，並特地為那些權利受到侵害的人發聲。這使得她成為唯一一位肯為同性戀對公眾發聲的美國女性」。 
在歐洲和北美，自由戀愛運動滲入了無政府主義者、空想社會主義者及女性主義者的思想，用以反抗「虛偽的」維多利亞時代性道德觀念，以及「奴役女性」的婚姻家庭制度。自由戀愛提倡者支持人們在沒有國家介入的情況下，自主地進行性結合，並支持兩性皆應享有性愉悅權，他們有時會特別強調相關權利適用於同性戀者和性交易從事者。之後數十年，自由戀愛思潮深深紮根在歐美各國無政府主義者的腦海，但不為當時的主流左派所接受，包括馬克思主義者及社會民主主義者。基進女性主義者兼社會主義者因參與自由戀愛相關運動，而於1871年被開除出國際工人協會。除此之外，協會的美國分部在馬克思的支持下，主動去除了與和平主義、反種族主義、女性主義相關之元素，因為他們認為上述元素跟階級鬥爭無關，跟馬克思和恩格斯的科學社會主義不相容。

### 歐洲
法國及西班牙的個人無政府主義者圈子有著很強的自由意志主義意識，及勇於嘗試的精神。自由戀愛此一概念對他們有著很大的影響。在西班牙，相關概念更傳到其他無政府主義者圈子。
「在該時，法國個人主義者的站位及行為跟傳統水火不容，並被大眾以至自由派圈子視為『丟臉』。他們支持天然主義、為各種避孕方法進行辯解、只以聯合其他利己主義者為發生性關係的唯一理由，並言行一致地把上述思想實踐起來。在過程中會不斷產生新的思想及行動，當中一些會得以保留，一些則受到強烈抵制」。

#### 阿尔曼德
阿尔曼德為歐洲個人無政府主義者當中的自由戀愛推廣主力 。他支持天然主義，並以「友誼之愛」（la camaraderie amoureuse）這一原創概念擁護多邊戀。他曾為此寫過多篇推廣文章，1907年的〈性自由〉（De la liberté sexuelle）便是其中之一，他於當中除了支持自由戀愛，還對同時擁有多個愛伴的情況持肯定態度。

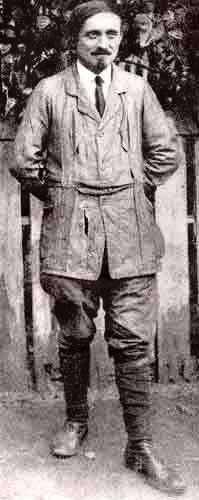
埃米尔·阿尔曼德

後來阿尔曼德寫道，從個人層面來看，即使沒對伴侶有任何強烈感受，與之做愛也不是一件值得譴責的事。他解釋道「婚友關係需在達至一定衛生條件的情況下，於不同性別的無政府主義者之間自由地構建（若得到事先同意，便可於不另行通知的情況下取消），以保障對方免受到任何與性經歷有關的風險所困擾」。 
1937年，他在一篇文章中提及到個人主義者的目標：不論同性戀者、雙性戀者、異性戀者，還是混合了上述傾向的人，都只為純粹的性目的而自願結合。他亦支持人們應享有變性的權利，並希望平反被人們視之為禁忌的快樂、不循規蹈矩的怜爱（他個人有點窺淫傾向），以及性悖軌行為（sodomy）。這使得他對對「性異己」（the sexual non-conformists，不包括使用暴力的人）愈來愈寬容。 
阿尔曼德因其對自由戀愛的看法，而在無政府主義圈子內獲得很高的聲望，這使得阿根廷無政府主義者América Scarfó慕名寫信給他，希望他就自身跟印度無政府主義者史華連奴·迪·喬瓦尼的關係給一點建議。喬瓦尼當時已跟他們以外的人結婚。「1929年1月20日，《外圈》刊出了該封信件及阿爾曼德的回信」。 阿爾曼德的回覆如下：「同志：我的意見與你們的關係無關。你的無政府主義生活是否如你所望？若是，則請忽略別人的意見和詆毀，一切按你的意願行事。沒人有權論斷你的處事方式，即使你朋友的妻子不同意這段關係，也沒權論斷。每一名跟男性無政府主義者結合的女性，都應了解自己沒權佔據他，也不用得到他的認可，沒人能夠支配他人。反之亦然。」

#### 馬拉泰斯塔
印度無政府主義者馬拉泰斯塔看待愛的方式引起了關注。他在《愛與無政府狀態》（Love and Anarchy）一著中寫道：「讓我們消去人對人的剥削吧！對於自认为女性的男性，讓我們對抗他們的自責吧！讓我們對抗宗教和社會對性的成見吧！讓我們擴大教育的範圍吧！我們將為以愛取替邪惡的課網感到高興。無論如何，在愛情上運氣不佳的人將以其他形式取悅自己，因為他們不會像今天的人般，把愛和酒類飲品視為唯一慰藉」。

## 無政府女性主義
無政府女性主義源於19世紀末至20世紀初的一眾作家及理論家，比如戈尔德曼、克蕾、帕森斯。在西班牙内战中 , 無政府女性主義團體自由婦女跟伊比利亞無政府主義聯盟結盟，一起捍衛無政府主義及女性主義，讚同施蒂納及尼采理念的女性主義者蒙塞尼希望「女性解放會很快地引起一場社會革命」，及「革命由知識人及好戰的『未來婦女』們所帶領」。蒙塞尼在尼采的影響之下，認為女性可透過藝術及文學轉變自身的角色。
自1860年代起，無政府主義除了會批判國家及資本主義外，亦會批判父權制，使前後兩者出現重合的趨勢。無政府女性主義者意識到現代社會由男性主罕。他們視構成階級制度的威權主義有著以下男性的氣質——統治、剝削、侵略、競爭。反之非威權社會的特徵——合作、分享、同情、感性——為「女性的」。無政府女性主義者因此擁護一個非威權的無政府社會。他們支持依據協作、共享、互助這些核心價值，來構建一個「擁有女性氣質的社會」。

### 戈尔德曼

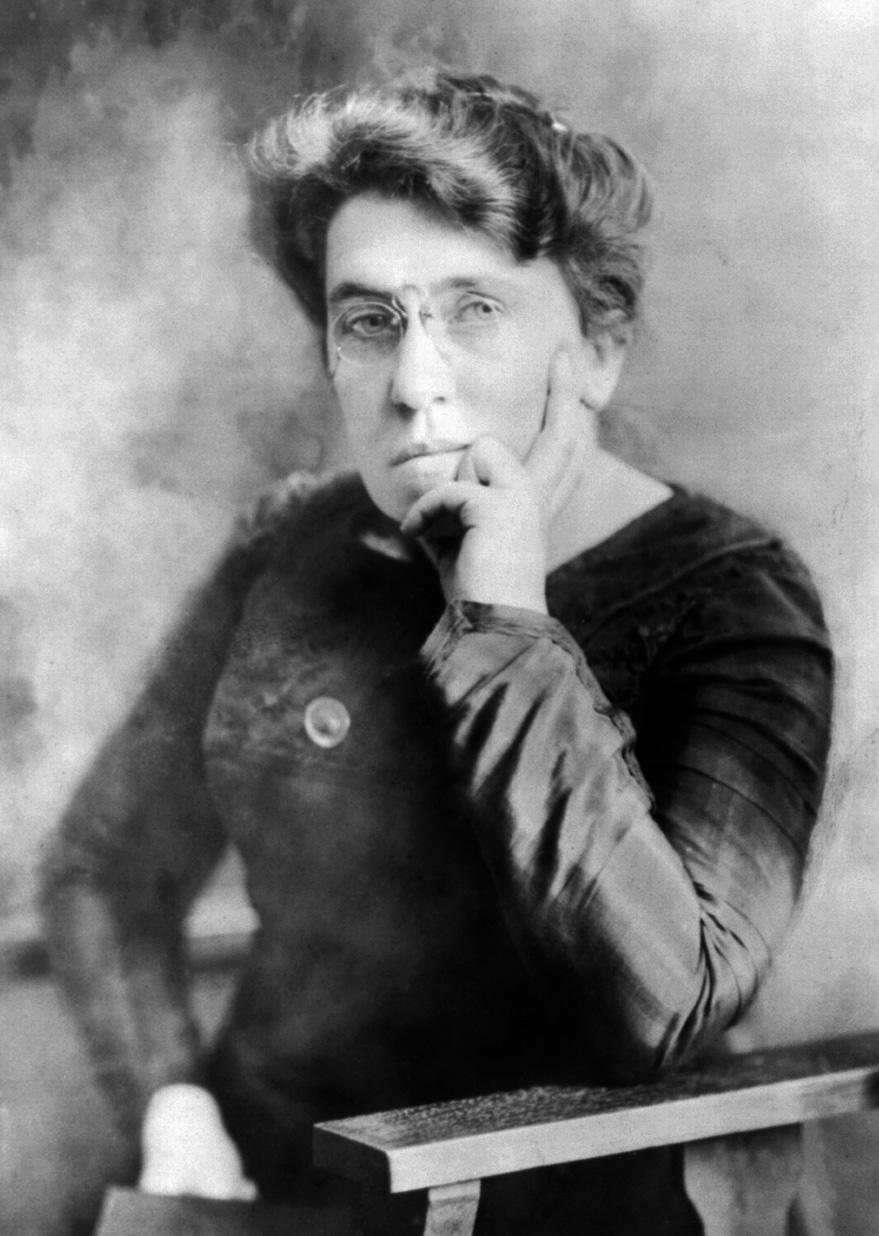
戈尔德曼

儘管戈尔德曼敵視以女性獲得選舉權為目標的第一波女性主義，但她極力支持女性權利，在現今被視為無政府女性主義的奠基者。無政府女性主義視父權為階級制度的一種，與國家權力及階級劃分齊名，因此需要一併對抗。她在1897年寫道：「我要求女性獨立，令她們擁有可以自給自足的權利、擁有為自己而活的權利、可以愛自身喜歡的人，甚至可以愛上多個人。我要求兩性皆享有自由，包括行動自由、戀愛自由、投入母性的自由。」
戈尔德曼也是一名受過訓練的護士，故她很早就鼓吹應教育女性們如何避孕。正如當代很多女性主義者一樣，她也視墮胎為一種因社會條件而起的慘痛經歷。並認為只要做好避孕，則能好好避免此一後果。戈尔德曼同是自由戀愛的提倡者，對婚姻持強烈批判的態度。她認為早期的女性主義者畫地為牢，並受到資本主義及清教徒的勢力所束縛。她寫道：「我們需要在捨棄古老的傳統及習慣後逐步成長。女性解放運動已取得了不少成果，但這只是第一步」。

#### 性教育
戈尔德曼在一篇有關現代學校的文章中也提及了性教育此一議題。她譴責那些「教育者也知道性無知所帶來的險惡後果。但他們要不是不理解，就是不夠愛心去打破那道由清教徒建立的高牆……若兩性在小時候便教導他們何為一段美好的情誼，那麼過份縱慾的情況便會減少，且將比起女性擁有投票權及制訂法律，更有幫助女性解放之效」。

### 自由婦女
自由婦女是一個西班牙無政府主義女性組織，其旨在為女性賦權。它由Lucía Sánchez Saorni、Mercedes Comaposada及Amparo Poch y Gascón於1936年創立，並擁有約30000名會員。它是依據為解放婦女和社會革命進行雙重鬥爭的理念而建立，並認為兩者同樣重要，應同時推進。為了得到互相支持，他們建構了一個無政府女性主義者的聯繫網絡。她們還設立了流動託兒所，以嘗試鼓勵更多女性參與組織活動。

## 酷兒無政府主義

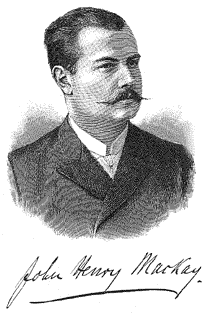
支持LGBT平權的個人無政府主義者約翰·亨利·麥凱

無政府主義強調個人自由的傾向，令他們普遍支持同性婚姻。西蒂塔於1923年寫道同性戀為「很多無政府主義者皆擁有的傾向。因此我在巴黎找到一名創立了同性戀無政府主義者組織的匈牙利無政府主義者——索米」。赫希菲尔德在《男與女同志》中確認了他的說法：「我在一個相對較小眾的派別——無政府主義者當中發现，同性恋者及擁有女性氣質的人較其他派別為多」。印度無政府主義者貝托尼有以下觀察：「無政府主義者渴望所有事皆自由，包括性的自由。同性戀會導致正面意義上的利己主義——每個無政府主義者都應為此而努力」。
無政府工團主義作家林斯寫道：「在1900年左右，柏林個人無政府主義者的代表形象十分清晰——就是早熟的約翰尼斯·霍爾茲曼——一名自由戀愛的擁護者。他讚揚同性戀為『文化之冠』，並為對抗第175條而奮鬥」。他自1904年起，把自身的觀點寫在他的週刊《Kampf》上，並在1905年達至發行1萬本的佳績。德國無政府主義精神分析學家格羅斯還寫了很多有關男女同性之性的文章，並對相關歧視持反感態度。

### 恐同的無政府主義者
儘管無政府主義整體上對於同性戀持支持的態度，但運動當中亦有恐同的聲音：1935年，一份西班牙無政府主義者雜誌的主編表示，無政府主義者不應跟同性戀者「結聯」：「若你是無政府主義者，即表示你比起一般男性更有德更強壯。喜好相反的他根本不是真正的男人，因此他不是真正的無政府主義者」。
蓋林在1930年代至1988年期間，一直是法國左派的代表人物。在1965年正式出櫃後，他表示20世紀期間，對同性戀的極端仇恨已滲透至左派圈子。他在1975年寫道「就在不久以前，宣稱自己是革命份子跟承認自己是同性戀者是兩件『只能擇一』的事」。在1954年，蓋林因仔細探討《金賽報告》而受到廣泛批評，他亦於探討当中把法国的反同現象詳細描寫了一遍：「最嚴厲的批評出自一眾馬克思主義者，他們往往嚴重低估了反性恐怖主義的壓迫。我當然有仔細解釋過它，且我早已清楚我在推出這本書時，我便需面對來自政治傾向相近的人的抨擊」。

## 20世紀後期及當代

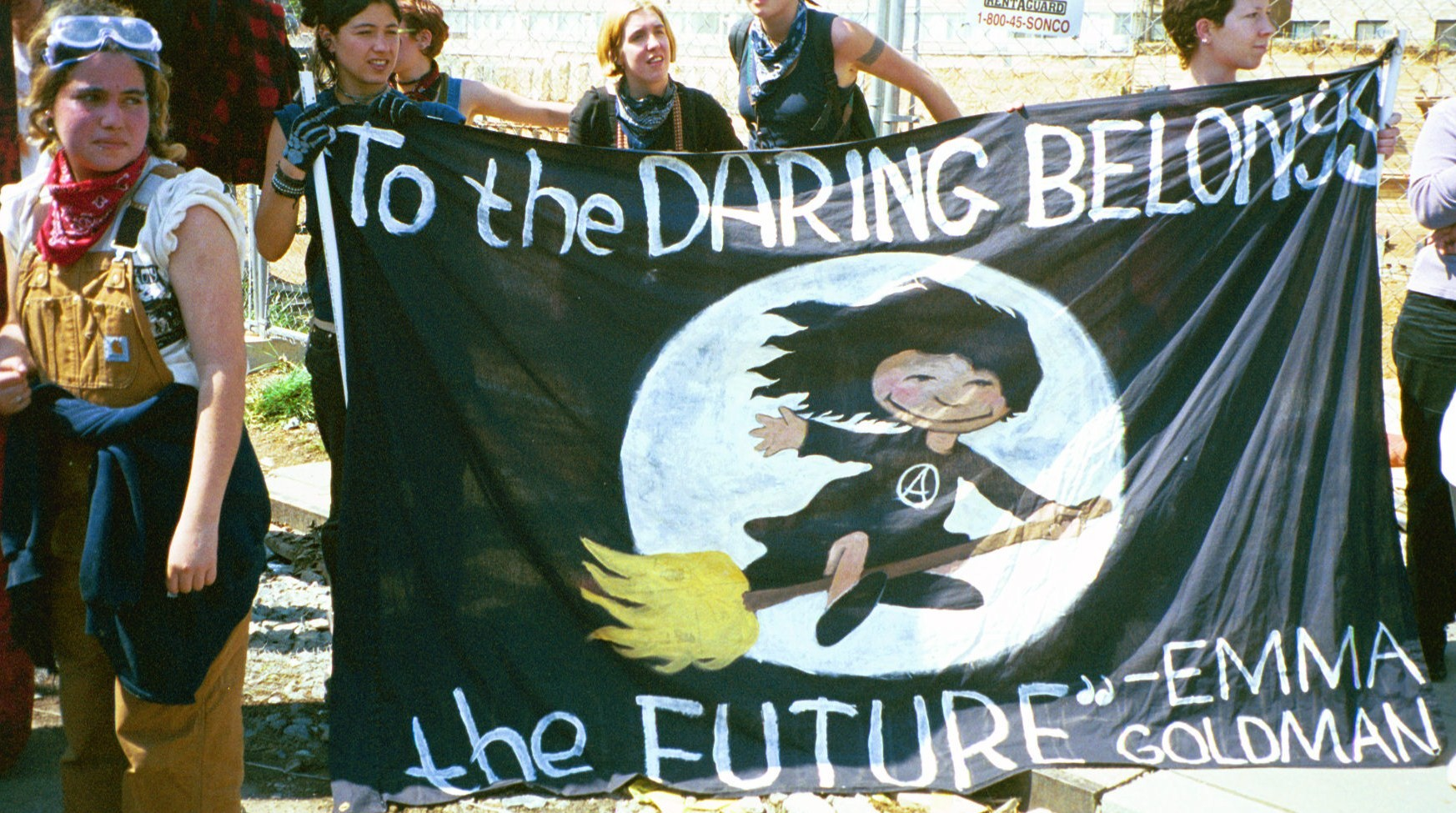
年輕無政府女性主義者在一場反全球化示威中手拿著一面旗幟，上面寫有高德曼的語錄

自1950年代起，蓋林便開始遠離馬克思列寧主義，改而信奉一種容許個人主義思想存在，但反對資本主義的無政府共產主義。蓋林在1968年5月參與了一場起事，其為後續同性戀解放運動的一部分。幾十年後，馬特爾形容蓋林為「法國同志運動之父」。

### 身穿高跟鞋的無政府主義者

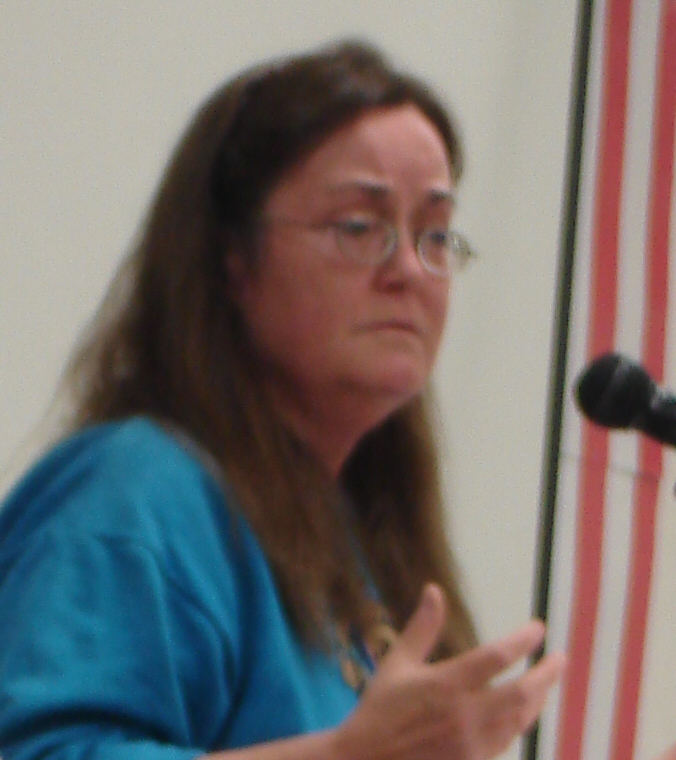
《XXX：女性的色情製品權》的著者莫艾洛依

「身穿高跟鞋的無政府主義者」（Anarchists in high heels）是一些從事性產業的無政府主義者（部分為激進主義者及自由意志主義者）。此一短語可在莫艾洛依的《XXX：女性的色情製品權》（A Womanʼs Right to Pornography）中找到，當中色情演員哈特在聽到女性主義者一詞時，對其有著以下評論：
「我不需要德沃金去告訴我應如何去想或相信些什麼……我亦不認同所謂的心理傷害屬實！我有部分從事此一行的朋友自稱為『身穿高跟鞋的無政府主義者』。她們想跟德沃金好好談一下。」

## 延伸閱讀
- Greenway, Judy (1997). "Twenty-first Century Sex." Twenty-first Century Anarchism: Unorthodox Ideas for a New Millennium. Ed. J. Purkis and J. Bowen. London: Cassell. 170-180. 線上版 （页面存档备份，存于）
- Heckert, J. and Cleminson, R.(eds.) (2011) Anarchism & Sexuality: Ethics, Relationships and Power. New York/London: Routledge.
- Kissack, Terence. (2008). Free Comrades: Anarchism and Homosexuality in the United States. Edinburgh/Oakland, Ca: AK Press.

## 外部連結
- 無政府主義者圖書館中與Sexuality （页面存档备份，存于）、sex （页面存档备份，存于）有關的文章
- Anarchist Studies Network reading list on Sexuality, an extensive bibliography
- East Van Porn Collective.com, home of Made in Secret a pornographic documentary.